# Marion Rousse
Marion Rousse (Saint-Saulve, 17 augustus 1991) is een voormalige wielrenster, Franse presentatrice voor Eurosport en wieleranalist voor France TV, en rondemiss in de Tour de France. Ze reed de laatste drie jaren van haar wielercarrière voor de Belgische wielerploeg Lotto Soudal Ladies. Ze is de ex van profrenner Tony Gallopin, die destijds eveneens bij Lotto-Soudal fietste. Tegenwoordig is Rousse een koppel met profwielrenner Julian Alaphilippe. Haar belangrijkste overwinning is het nationaal kampioenschap op de weg in 2012.
In 2021 is ze benoemd tot directeur van de Tour de France Femmes, die vanaf 2022 in vernieuwde vorm met acht etappes zal plaatsvinden.

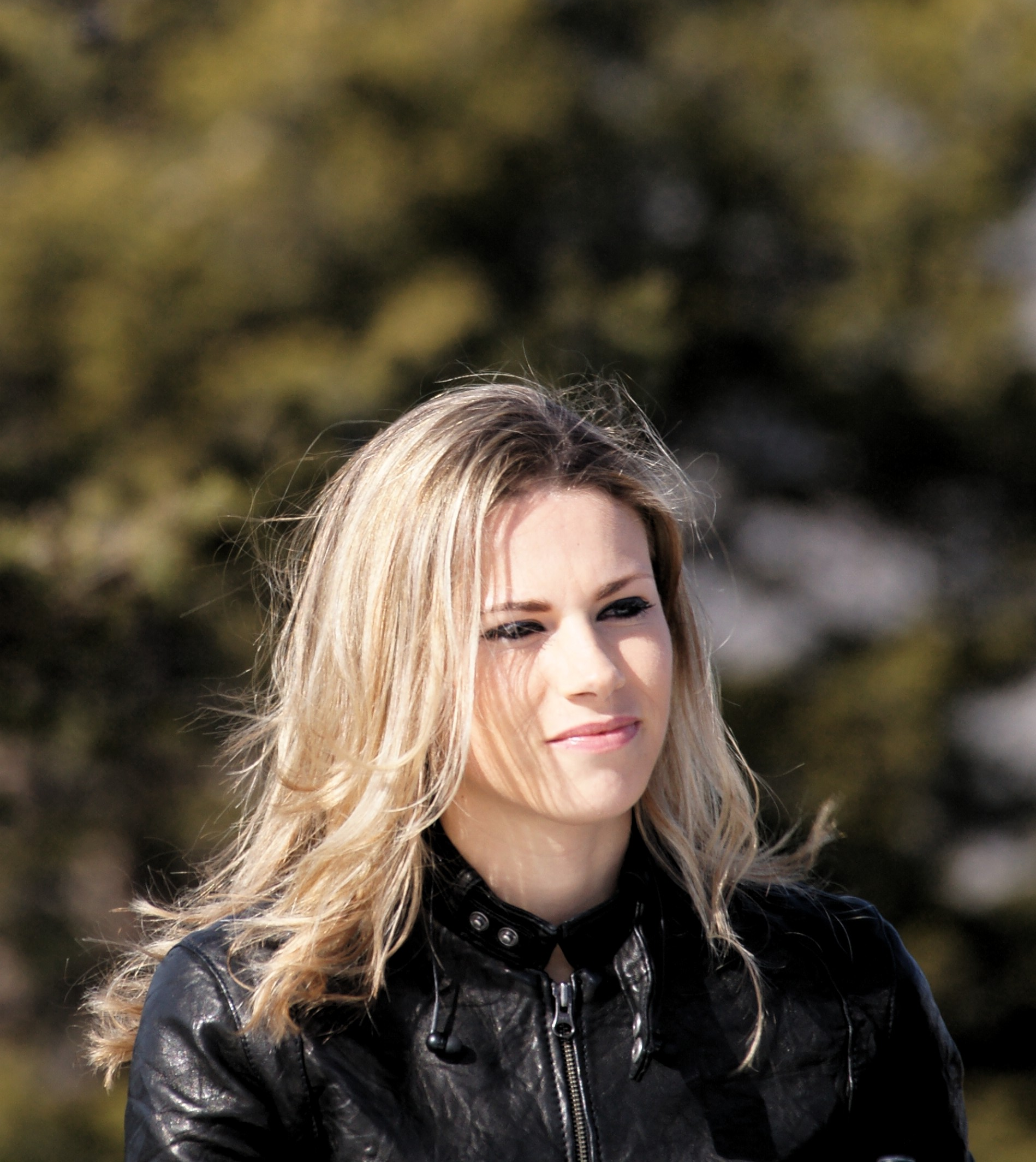
Marion Rousse (Parijs-Nice 2016)

## Palmares
2011
- 2e etappe Ronde van Bourgogne
- Eindklassement Ronde van Bourgogne

2012
- Frans kampioen op de weg, Elite